# Ballastkohle
Ballastkohle ist eine Steinkohle, die einen hohen Anteil (20 % und mehr) an „Ballast“, das heißt nicht brennbaren Bestandteilen (Wasser und Asche), enthält.
Ballastkohle fällt als „Mittelgut“ und als Staub und Schlamm bei der Aufbereitung der Kohle (Kohlenwäsche) an. Der Schlamm aus der Kohlenwäsche (Schlammkohle) wurde zeitweise in Schlammkohlebecken gesammelt. Die Ballastkohle stammt aus den Übergangsbereichen eines Flöz, wo die Kohle stark mit dem angrenzenden Gebirge (Zwischenmitteln) verwachsen ist.
Ballastkohle zählt zu den minderwertigen Kohlen, sie ist für die Herstellung von Koks oder Briketts ungeeignet. Anfangs verwerteten viele Zechen diese Kohle in direkt an das Bergwerk angeschlossenen, häufig zecheneigenen Kraftwerken und Kesselhäusern für die Energieversorgung. Auch in Feuerungen verhält sich Ballastkohle jedoch wegen der Verschlackungsneigung und wegen hoher Schadstofffracht (insbes. Schwefel) problematisch. Eine Verschärfung der Umweltschutzauflagen für Feuerungsanlagen führte ab den 1980er-Jahren zu einer drastischen Reduzierung des Ballastkohleanteils an der elektrischen Energieerzeugung; ein größerer Anteil musste auf Bergehalden verworfen werden. Heute wird Ballastkohle nur noch in Kraft- und Zementwerken mit speziell dafür geeigneter Feuerung (beispielsweise Schmelzkammerfeuerung), Kohlemühlen und mit entsprechender Rauchgasreinigung verfeuert. Kraftwerke, die in der Lage sind, Ballastkohle mit >25 % Ballast zu verfeuern, erhalten nach dem Dritten Verstromungsgesetz einen finanziellen Bonus.